# Alter Elbpark

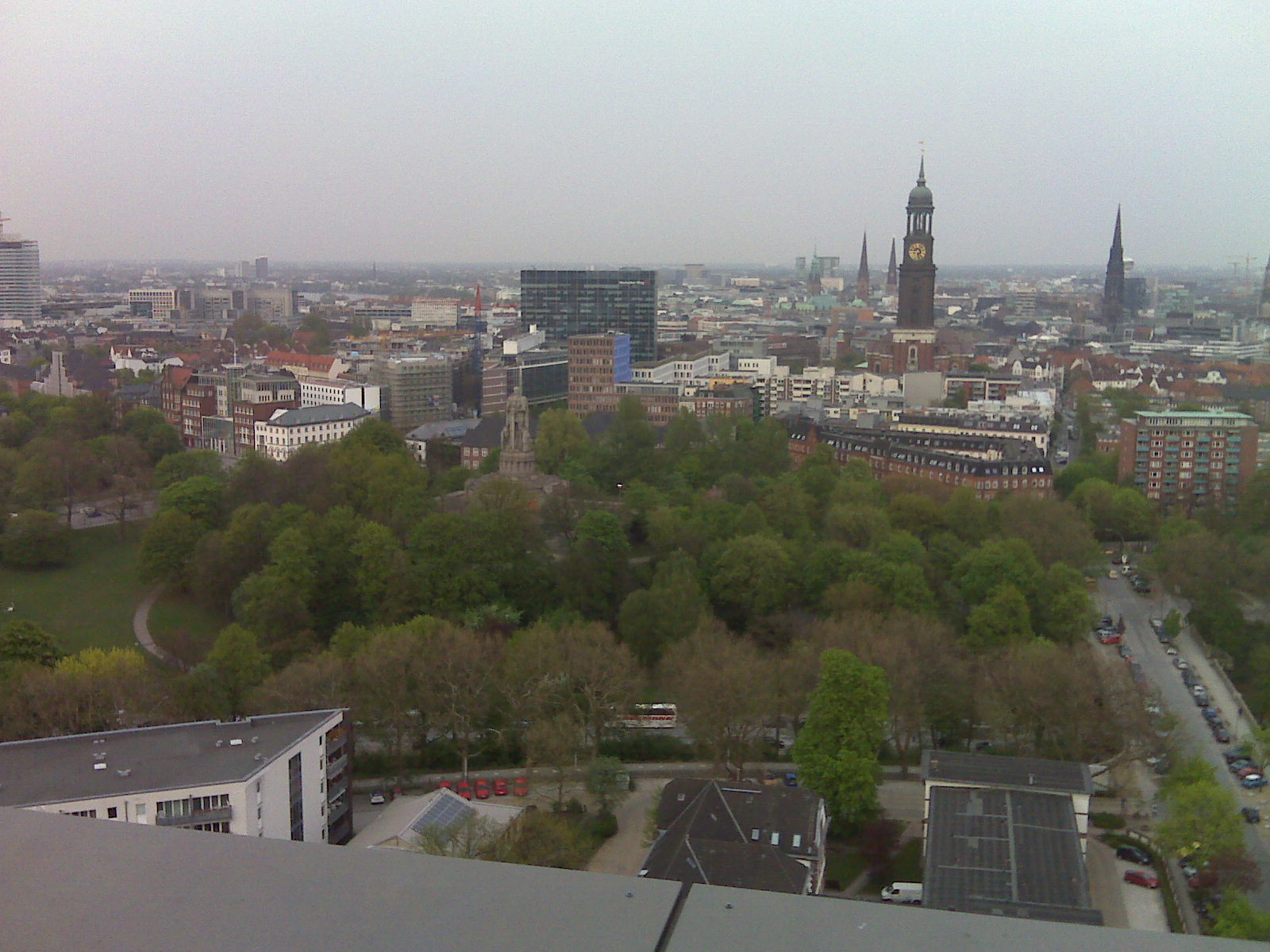
Alter Elbpark mit dem Bismarck-Denkmal in seinen Grenzen, rechts Kersten-Miles-Brücke, im Vordergrund Helgoländer Allee, links Millerntordamm

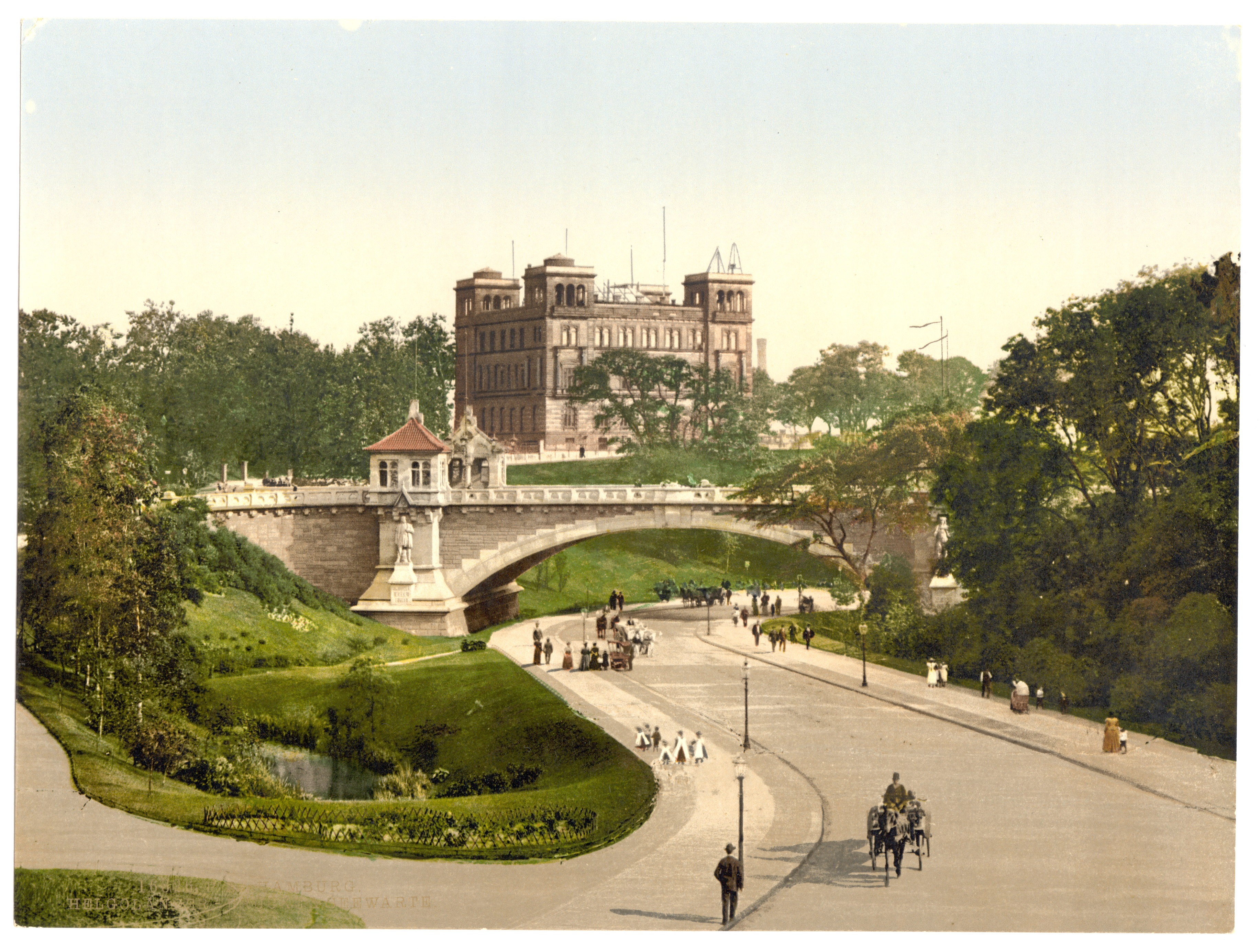
Helgoländer Allee, Alter Elbpark, Kersten-Miles-Brücke und im Hintergrund die Deutsche Seewarte auf dem Stintfang um 1900

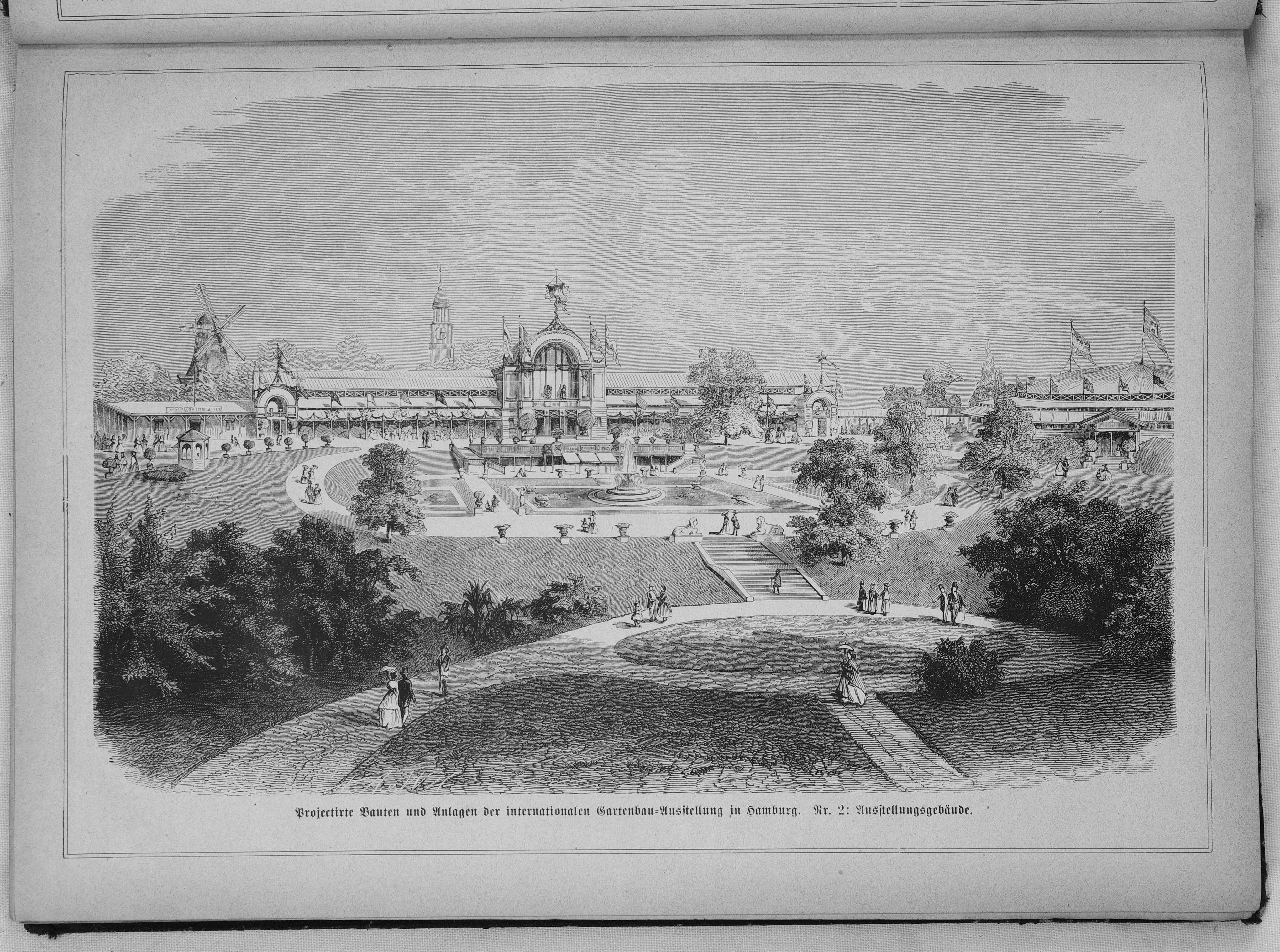
Ausstellungsgebäude der IGA 1869

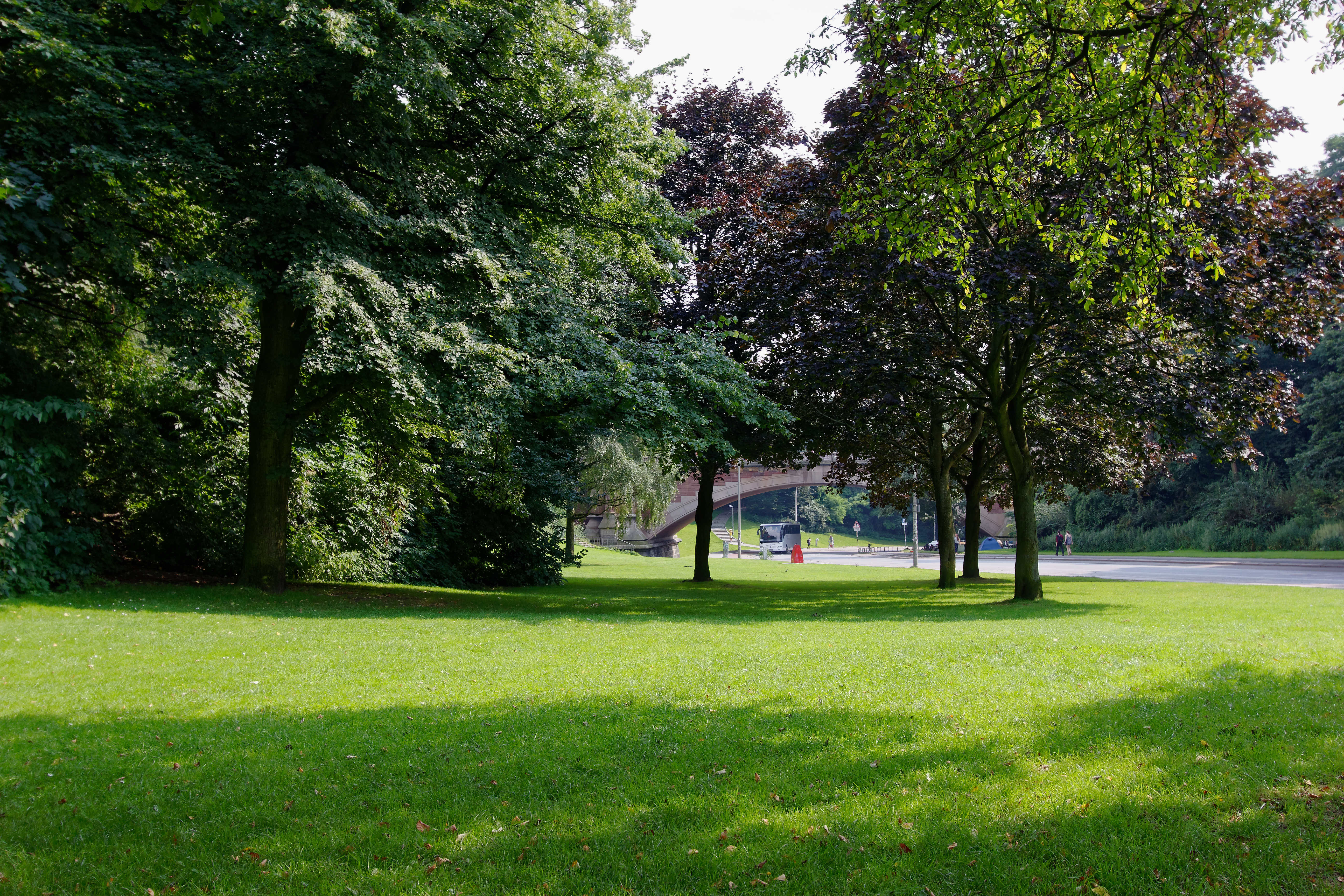
Park mit Helgoländer Allee und Kersten-Miles-Brücke 2016

Der Alte Elbpark in Hamburg ist eine unter Denkmalschutz stehende öffentliche Grünanlage zwischen den Stadtteilen Neustadt und St. Pauli. Er ist ein Teil der historischen Hamburger Wallanlagen und verbindet die nördlich gelegene Parkanlage Planten un Blomen mit dem Stintfang, einer markanten Anhöhe oberhalb der St. Pauli-Landungsbrücken. Dominiert wird der Alte Elbpark vom 1906 errichteten Bismarck-Denkmal des Bildhauers Hugo Lederer. Der Name Alter Elbpark besteht ebenfalls seit 1906. 

## Lage und Ausstattung
Der knapp 4,5 Hektar große Park liegt unmittelbar am zur Elbe hin abfallenden Geesthang; der Höhenunterschied ist am Verlauf der Helgoländer Allee, die vom Millerntorplatz in südlicher Richtung zu den Landungsbrücken führt, deutlich zu erkennen. Begrenzt wird der Park von den Straßenzügen Am Elbpark, Zirkusweg, Millerntorplatz, Millerntordamm, Zeughausmarkt und Neumayerstraße. Im Süden bildet die Kersten-Miles-Brücke mit der Seewartenstraße die Grenze zum benachbarten Stintfang, der nicht mehr zum denkmalgeschützten Parkareal gehört.
Im nordwestlichen Teil des Parks am Zirkusweg befindet sich ein Spielplatz; zwischen Bismarck-Denkmal und Neumayerstraße liegt ein Sportplatz.
Im Park haben sich viele alte Bäume wie Eichen, Kastanien und Platanen erhalten, aber auch exotische wie eine Aleppo-Kiefer und Japanische Kirschbäume. Einige davon stammen aus der Mitte des 19. Jahrhunderts, die Kirschbäume sind in den 1950er Jahren nachgepflanzt worden.

## Geschichte
Seit dem Dreißigjährigen Krieg bildeten die Bastionen Albertus (heute Stintfang) und Casparus (Elbpark) den westlichen Abschluss der Hamburger Wallanlagen. Nach dem Ende der französischen Besatzung wurden die Wallanlagen in den Jahren von 1820 bis 1837 entfestigt und unter Leitung des Landschaftsgärtners Isaak Altmann in Parkanlagen im englischen Stil umgewandelt. Altmann integrierte dabei die alten Bastionen als Aussichtspunkte in den Park. Die (erst später erbaute) Helgoländer Allee folgte ursprünglich dem Verlauf des ehemaligen Wassergrabens, wurde aber in den 1970er Jahren begradigt.
1869 fand auf dem Gelände des späteren Elbparks und dem Stintfang die Internationale Gartenbauausstellung statt. Die dazu nötige Umgestaltung des Geländes plante der Gartenbau-Unternehmer Friedrich Jürgens. In den folgenden Jahrzehnten wurde die Umgebung zunehmend bebaut und das Gelände erfuhr die heute noch sichtbare Unterteilung durch die Kersten-Miles-Brücke und die Helgoländer Allee. Sowohl die Anlagen des S- und U-Bahnhofes Landungsbrücken als auch die Jugendherberge auf dem Stintfang entstanden auf ehemaligem Parkgelände.
Im Jahr der Einweihung des Bismarck-Denkmals 1906 wurde der Teil nördlich der Seewartenstraße offiziell in Alter Elbpark umbenannt.
Von 2011 bis 2014 befand sich im Park eine Baustelle für die Erneuerung eines der großen Abwassersiele Hamburgs, durch die ein Großteil der Wiesenflächen über einige Jahre für Besucher nicht nutzbar war. Ab dem Jahr 2014 wurde in einem Verfahren mit Bürgerbeteiligung diskutiert, wie der Park am besten mit dem südlichen Ende von Planten un Blomen verbunden werden kann. Als Ergebnis wird eine Verbindung per Fußgängerbrücke über den Millerntordamm und eine daraus resultierende Umgestaltung des Wegenetzes geplant.

## Fotografien und Karte
Koordinaten: 53° 32′ 54″ N, 9° 58′ 20″ O

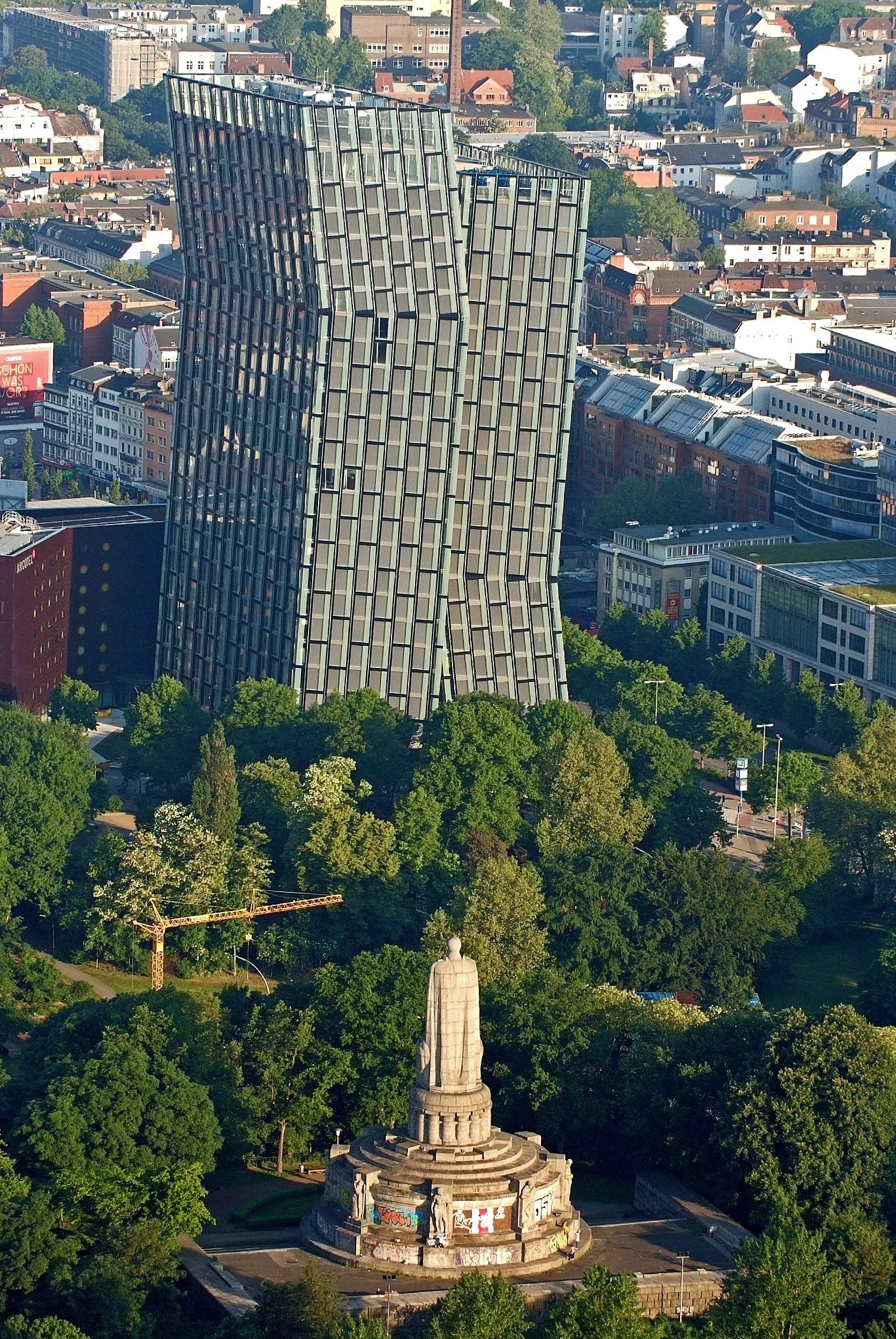
Bismarck-Denkmal (2013) im Alten Elbpark, im Hintergrund die Tanzenden Türme
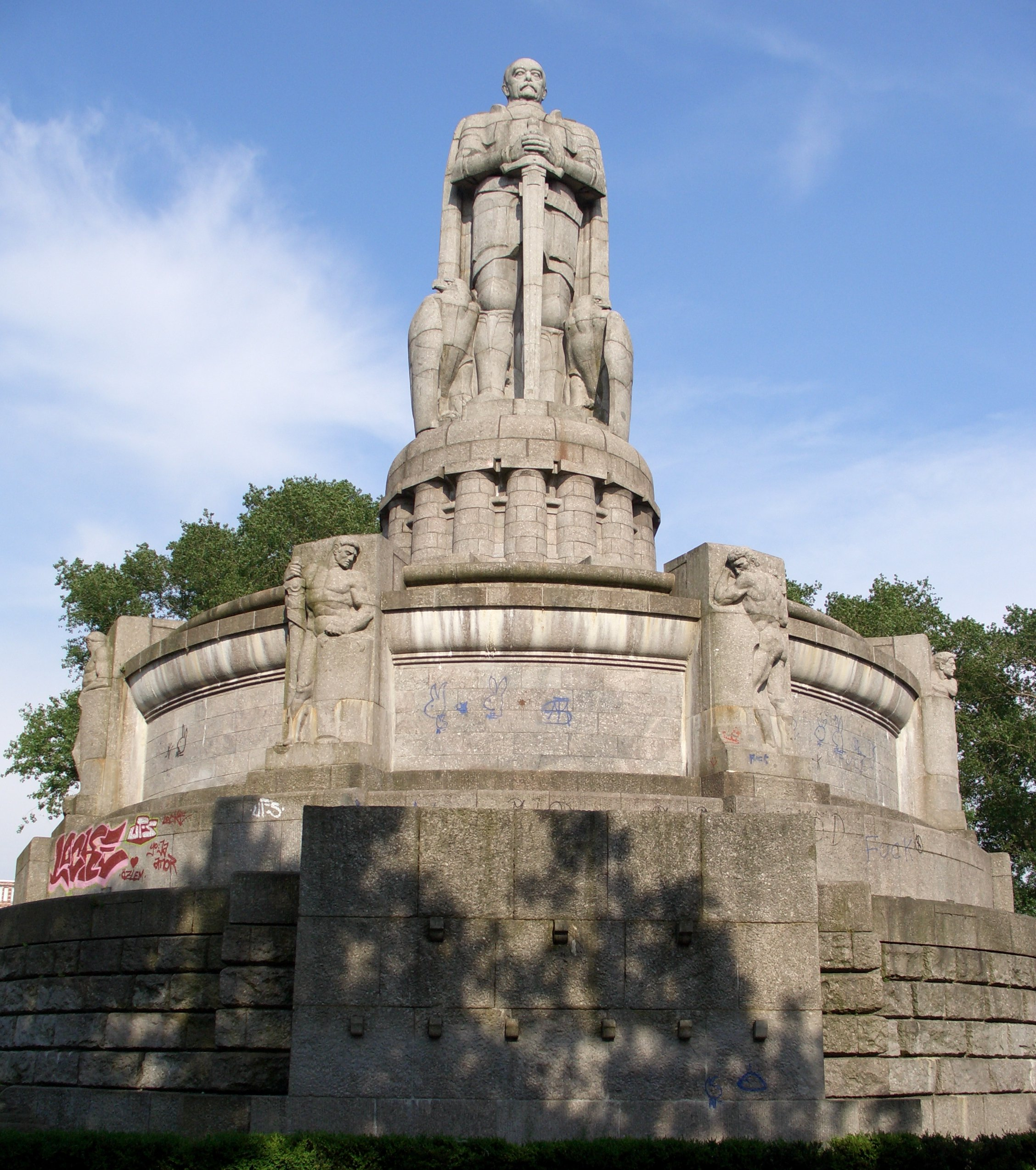
Frontalansicht des Bismarck-Denkmals
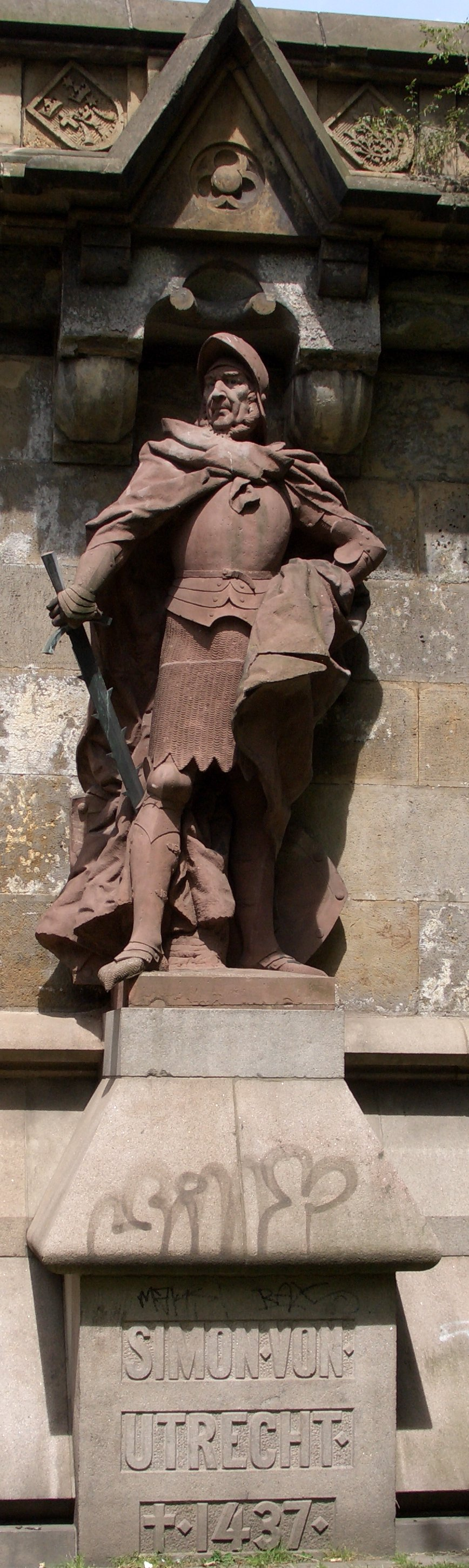
Statue von Simon von Utrecht
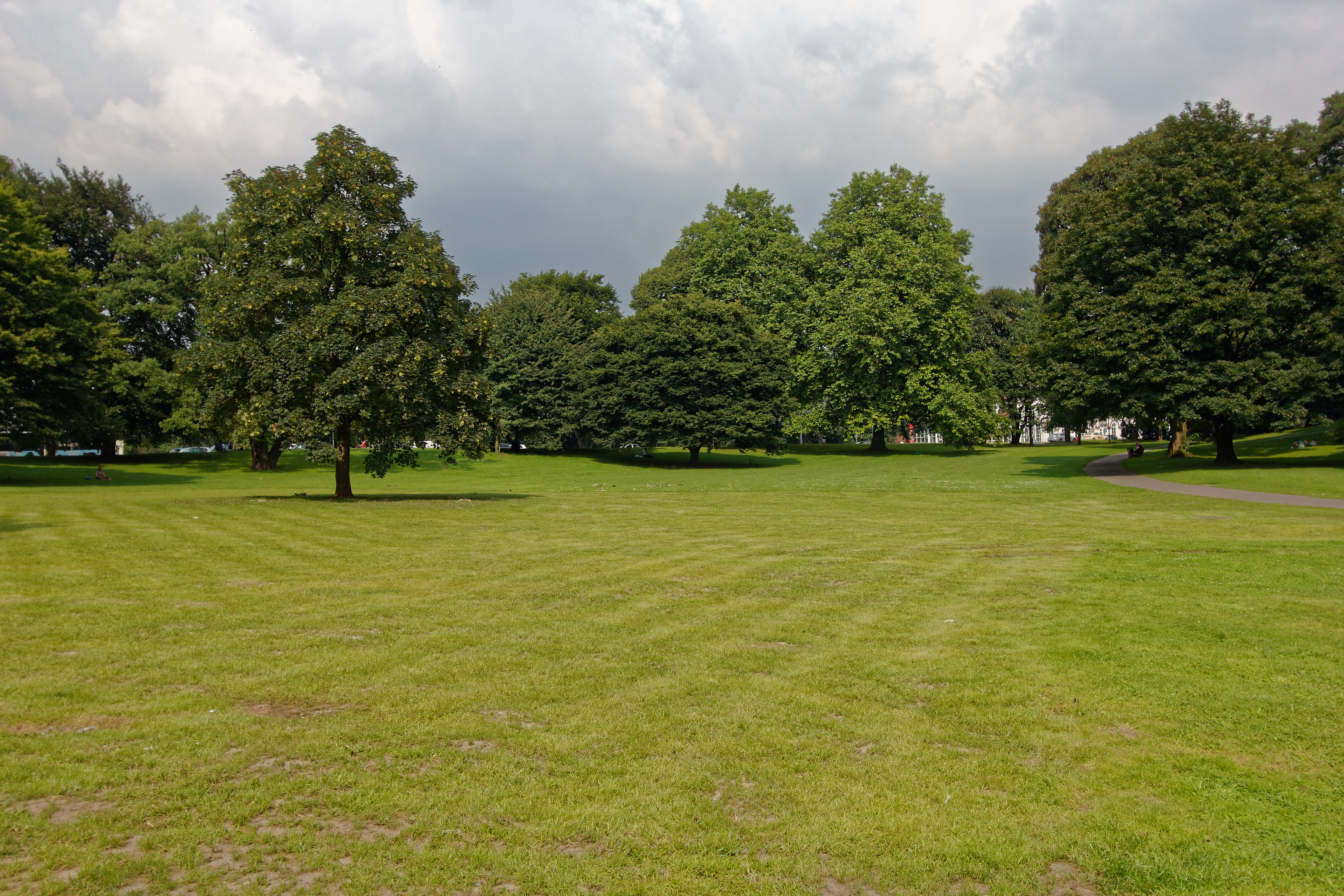
Zentrale Wiese
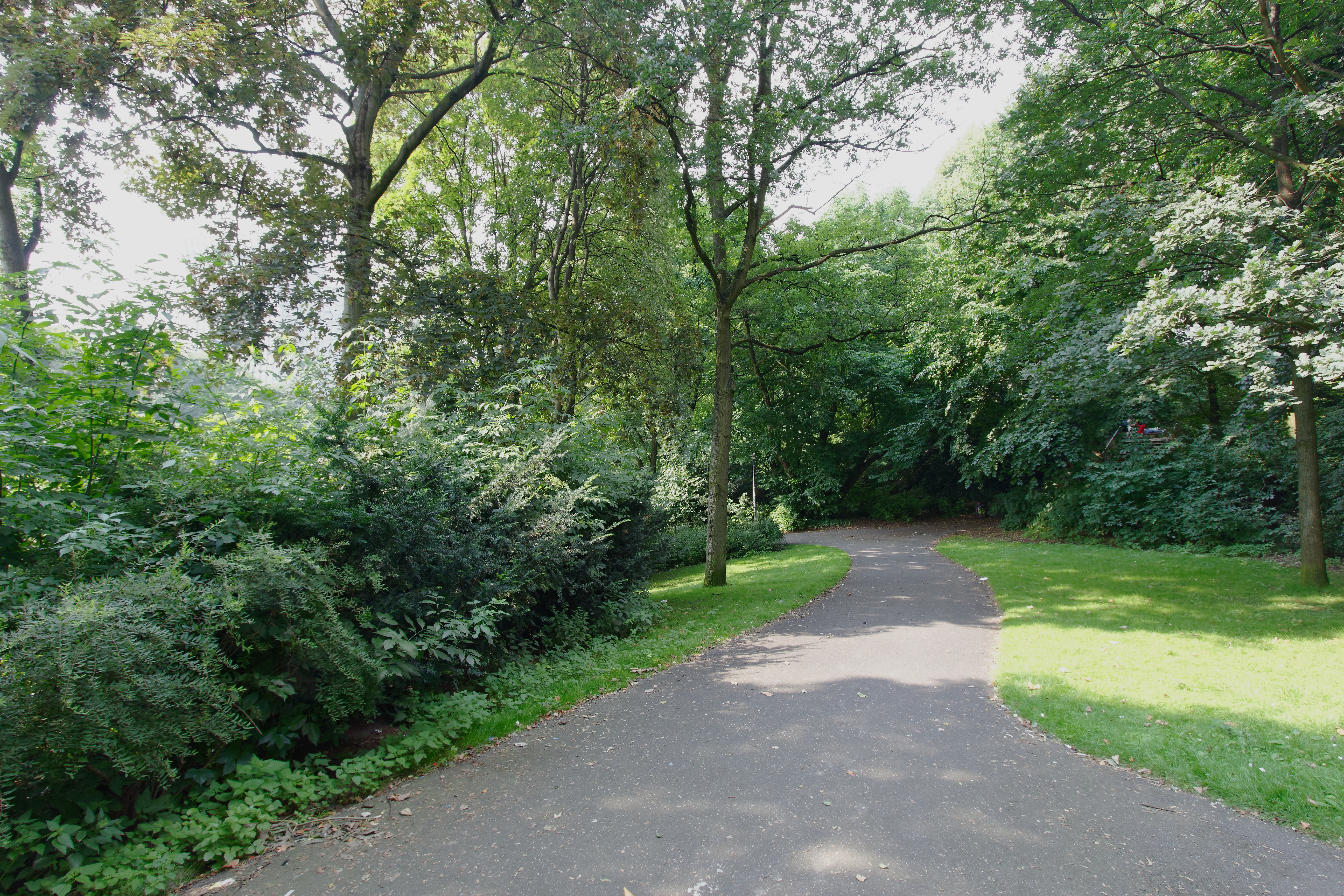
Weg im Ostteil